# Erebia epiphron
Erebia epiphron е вид пеперуда от семейство Многоцветници (Nymphalidae). Видът не е застрашен от изчезване.

## Разпространение и местообитание
Разпространен е в Австрия, Албания, Андора, Босна и Херцеговина, Великобритания, Германия, Гърция, Испания, Италия, Лихтенщайн, Полша, Северна Македония, Румъния, Словакия, Словения, Сърбия, Франция, Хърватия, Черна гора, Чехия и Швейцария.
Регионално е изчезнал в Ирландия и Украйна.
Обитава гористи местности, пустинни области, планини, възвишения, склонове, ливади и храсталаци. Среща се на надморска височина от 106 до 902,6 m.

## Описание
Популацията на вида е намаляваща.